# Raquelia Rocks
Raquelia Rocks är en kulle i Antarktis. Den ligger i Sydshetlandsöarna. Argentina, Chile och Storbritannien gör anspråk på området. Toppen på Raquelia Rocks är 14 meter över havet.
Terrängen runt Raquelia Rocks är varierad. Havet är nära Raquelia Rocks åt sydväst. Trakten är glest befolkad. Närmaste befolkade plats är St. Kliment Ohridski Base, 2,6 kilometer nordost om Raquelia Rocks. 